# STEAP1
STEAP1 (англ. STEAP family member 1) – білок, який кодується однойменним геном, розташованим у людей на короткому плечі 7-ї хромосоми. Довжина поліпептидного ланцюга білка становить 339 амінокислот, а молекулярна маса — 39 851.
| 10         |  | 20         |  | 30         |  | 40         |  | 50         |
| ---------- |  | ---------- |  | ---------- |  | ---------- |  | ---------- |
| MESRKDITNQ |  | EELWKMKPRR |  | NLEEDDYLHK |  | DTGETSMLKR |  | PVLLHLHQTA |
| HADEFDCPSE |  | LQHTQELFPQ |  | WHLPIKIAAI |  | IASLTFLYTL |  | LREVIHPLAT |
| SHQQYFYKIP |  | ILVINKVLPM |  | VSITLLALVY |  | LPGVIAAIVQ |  | LHNGTKYKKF |
| PHWLDKWMLT |  | RKQFGLLSFF |  | FAVLHAIYSL |  | SYPMRRSYRY |  | KLLNWAYQQV |
| QQNKEDAWIE |  | HDVWRMEIYV |  | SLGIVGLAIL |  | ALLAVTSIPS |  | VSDSLTWREF |
| HYIQSKLGIV |  | SLLLGTIHAL |  | IFAWNKWIDI |  | KQFVWYTPPT |  | FMIAVFLPIV |
| VLIFKSILFL |  | PCLRKKILKI |  | RHGWEDVTKI |  | NKTEICSQL  |  |            |

A: Аланін

C: Цистеїн

D: Аспарагінова кислота

E: Глутамінова кислота

F: Фенілаланін

G: Гліцин

H: Гістидин

I: Ізолейцин

K: Лізин

L: Лейцин

M: Метіонін

N: Аспарагін

P: Пролін

Q: Глутамін

R: Аргінін

S: Серин

T: Треонін

V: Валін

W: Триптофан

Кодований геном білок за функцією належить до оксидоредуктаз. 
Задіяний у таких біологічних процесах, як транспорт іонів, транспорт заліза, транспорт, транспорт електронів. 
Білок має сайт для зв'язування з НАД, іоном міді, іонами металів, іоном заліза, гемом, ФАД, флавопротеїном. 
Локалізований у мембрані, ендосомах.